# Anders Westerberg
Anders Westerberg (né le 1er février 1964) est un auteur de bande dessinée et illustrateur suédois. Il a réalisé dans un style réaliste de nombreuses histoires courtes dans la presse spécialisée suédoise depuis le début des années 1980, ainsi que quelques albums.

## Distinction
- 1998 : Prix Urhunden du meilleur album suédois pour Hjärteblod